# Laboratoire de recherche souterrain
Un laboratoire de recherche souterrain est un laboratoire installé dans une cavité ou un tunnel souterrain. Il utilise ou non une excavation préexistante.
Il en existe de différentes sortes, en fonction des objectifs recherchés. 
- Certains laboratoires servent à mener des recherches génériques dans des formations géologiques ou sites protégés de certains rayonnements, comme le laboratoire de Rustrel dans le Vaucluse, le laboratoire de Sanford dans le Dakota du Sud ou le laboratoire de Boulby dans le Yorkshire.
- D'autres laboratoires sont destinés à l'étude spécifique d'une ou plusieurs couche(s) géologique(s) en préalable à la mise en œuvre d'un centre de stockage de produits dangereux. Ils sont notamment destinés à l'étude des performances d'une formation géologique vis-à-vis du stockage des déchets radioactifs[1]. C'est le cas par exemple du laboratoire souterrain du Mont Terri, du laboratoire de l'Andra, de la mine d'Asse en Allemagne, qui a servi de laboratoire, puis de lieu stockage de déchets radioactifs, avant que la décision de remonter les déchets ait été prise début 2010[2], ou encore du Waste Isolation Pilot Plant aux États-Unis, où sont déjà stockés des déchets radioactifs.

## Laboratoires d'étude génériques
D'autres applications que l'étude du stockage des déchets radioactifs sont envisagées pour les laboratoires de recherche souterrains : géoscience, ingénierie minière, physique des particules, étude du stockage de déchets toxiques (non radioactifs).

### Liste

#### Laboratoires bénéficiant d'une excavation préexistante
- DUSEL [PDF] Technical Report: Geo-Science and Geo-Engineering Research at DUSEL.
- Laboratoire souterrain à bas bruit de Rustrel - Pays d’Apt, ancien poste de commande de tir des missiles nucléaires du Plateau d'Albion, qui court sur 3,7 km de long dans la Grande Montagne des Monts du Vaucluse.
- Laboratoire souterrain de Modane en Savoie (galerie creusée à partir du tunnel routier du Fréjus, protégé des rayons cosmiques pour étudier l'univers).

#### Laboratoires creusésex nihilo
- Whiteshell Underground Research Laboratory situé au Lac du Bonnet au Canada
- Äspö Hard Rock Laboratory en Suède
- CJPL-II (China Jinping Underground Laboratory) en Chine.Actuellement le plus grand laboratoire souterrain.

## Laboratoires d'étude sur le stockage des déchets radioactifs

### Contexte
La problématique de la gestion à long terme des déchets radioactifs est soulevée dès les années 1950. Au niveau international, la possibilité d'un stockage géologique continental ou océanique des déchets radioactifs est évoquée en 1959 lors de la Conférence de Monaco, sous l'égide de l'Agence internationale de l'énergie atomique (AIEA), de l'Organisation des Nations unies pour l'éducation, la science et la culture (UNESCO) et de l'Organisation des Nations unies pour l'alimentation et l'agriculture (FAO). En France, le Commissariat à l'énergie atomique (CEA) initie des recherches au cours des années 1960 en examinant le potentiel de diverses mines de sel, des formations géologiques sous le site de l'usine de retraitement de la Hague ou de certaines îles du Pacifique. En 1967, lors de la quatrième conférence de l'ONU sur les applications pacifiques de l'énergie nucléaire (« Atoms for Peace »), le stockage géologique continental s'impose progressivement comme la solution préférée pour la majorité des experts internationaux.

### Mine d'Asse
Le 12 mars 1965, GSF achète la mine d'Asse pour mettre en œuvre des recherches sur le stockage des déchets radioactifs en couche géologique profonde. Des déchets faiblement radioactifs sont mis en place à partir du 4 avril 1967 et des déchets moyennement radioactifs à partir du 31 août 1972 et ce jusqu'au 31 décembre 1978. En 1979, l'état fédéral et le land de Basse-Saxe s'accordent pour que la mine d'Asse ne soit plus autorisée à recevoir des déchets radioactifs et n'accueille plus que des expérimentations. La mine est alors un laboratoire de recherche souterrain jusqu'au milieu des années 1990 où se terminent les principales expérimentations. Des opérations de remblaiement interviennent entre 1995 et 2003, la fermeture définitive étant programmée pour 2017,, mais à la suite d'entrées d'eau impossibles à confiner, le bureau fédéral de radioprotection et de sûreté nucléaire (BfS), actuel propriétaire de la mine Asse II, a décidé début 2010 de remonter en surface les 126 000 fûts de déchets radioactifs (pour un coût qui devrait dépasser 2 milliards d'euros).

### Lyons

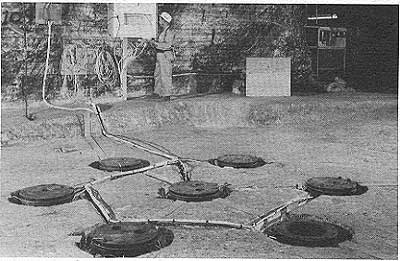
Expérimentation dans la mine de sel de Lyons à la fin des années 1960

Au milieu des années 1960, la Commission pour l'énergie atomique des États-Unis annonce son intention d'étudier la faisabilité d'un centre d'évacuation de déchets radioactifs dans une mine de sel abandonnée à la bordure de Lyons (Kansas). Le concept retenu consiste à conditionner les déchets dans des conteneurs qui seraient déposés dans le sel. Plusieurs projets sont menés dans l'optique de montrer la faisabilité de ce concept avant une éventuelle phase industrielle. Mais, alors que la population et les autorités locales étaient originellement favorables à un tel projet du fait des retombées économiques anticipées, la montée du mouvement environmentaliste à la fin des années 1960 et au début des années 1970 fait naître des interrogations sur la localisation du centre de stockage. Saisi de la question par le gouverneur Robert Docking, le Kansas Geological Survey examine le projet et rapporte que, si le concept n'est pas en cause, son application au site de Lyons paraît problématique. La présence de puits de pétrole et de gaz non répertoriés et non scellés crée un gradient hydraulique qui peut conduire à des mouvements de l'eau du sol. Ces mouvements hydrauliques sont défavorables au confinement des radionucléides et donc à la sûreté d'un stockage de déchets radioactifs. La combinaison de ces incertitudes techniques et d'une opposition locale croissante conduit à ce que l'AEC abandonne le projet. Le site ferme définitivement en 1973,. 

### Autres laboratoires

#### Laboratoires bénéficiant d'une excavation préexistante
- Laboratoire souterrain du Mont-Terri en Suisse, galerie creusée à partir d'un tunnel routier

#### Laboratoires creusésex nihilo
- Laboratoire de Bure en France
- Laboratoire de Mol en Belgique